# Terpsiphone bourbonnensis
Il pigliamosche del paradiso delle Mascarene (Terpsiphone bourbonnensis (Statius Muller, 1776)) è un uccello della famiglia Monarchidae, diffuso nell'arcipelago delle Mascarene.

## Distribuzione e habitat
La specie è presente sulle isole di Mauritius e Réunion.